# Anna Katarzyna Wójtowicz
Anna Katarzyna Wójtowicz – polska biolog, dr hab., adiunkt w Uniwersytecie Jagiellońskim. Specjalizuje w mechanizmach rozrodu ssaków.
W 1997 r. uzyskała stopień naukowy doktora. Praca doktorska nosiła tytuł: „Morfologia i hormonalna dynamika komórek przedowulacyjnego wzgórka jajonośnego szczura. Badania in vitro.”. Promotorem pracy doktorskiej była Maria Wiesława Szołtys. W 2009 r. Wójtowicz otrzymała stopień naukowy doktora habilitowanego. Praca habilitacyjna nosiła tytuł: „Wpływ DDT i jego metabolitów na funkcje endokrynne jajnika i łożyska ssaków”.